# Hemiexarnis
Hemiexarnis là một chi bướm đêm thuộc họ Noctuidae.

## Các loài tiêu biểu
- Hemiexarnis berezskii
- Hemiexarnis moechilla (Püngeler, 1906)
- Hemiexarnis nivea
- Hemiexarnis peperida

## Hình ảnh

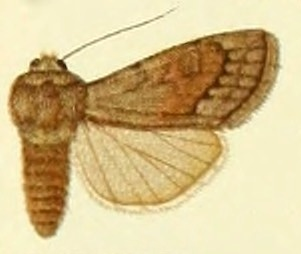